# Chlamys

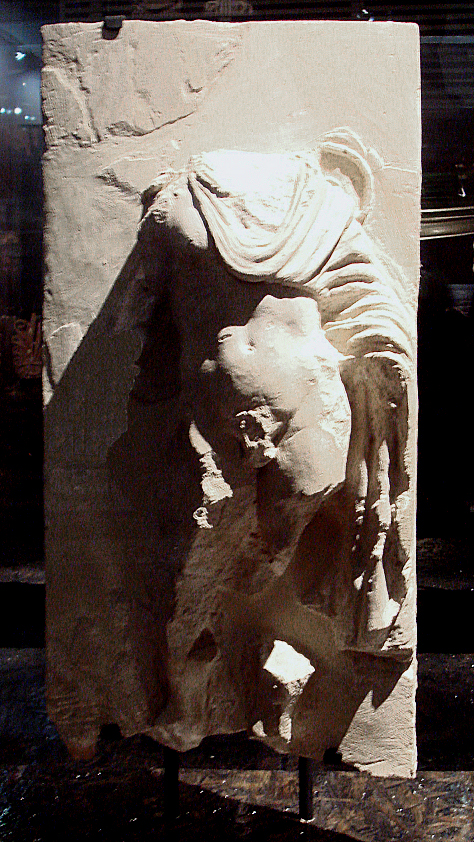
Fries van een man die een chlamys draagt (Ai-Khanoum)

De chlamys (Oudgrieks χλαμΰς / chlamüs) was een korte ruiter- en reismantel van de Grieken, die uit Macedonië of Thessalië stamde.
Het bestond uit een rechthoekig stuk doek, dat over de linkerschouder werd geworpen en met een kledingspeld op de rechterschouder werd samengehouden. Bij de jacht of gevechten werd dit doek ook wel rond de linkerarm gewikkeld om als een soort schild te fungeren.
De Grieken hadden buiten de korte chlamys ook een langere chlaina in gebruik, die eveneens als mantel werd gedragen en 's nachts tegen de koud werd gebruikt. De chlamys was net zoals de chlaina uit wol, bij armen had ze de natuurlijke kleur van wol, bij rijken was ze van fijnere stof en minstens zwart gemaakt. Ze diende in het bijzonder voor de epheboi tot bescherming - die ook een petasos droegen. Die hielden tussen hun 18 en 20 jaar in de polis de wacht te paard en bereidden zich voor op de krijgsdienst.
De voornaamste personen kleedden zich in scharlakenrood, terwijl de hoogste militairen in purperen chlamydai gingen. Later ging deze dracht op alle standen over. Het fatsoen eiste dat men de mantel bij het omwerpen zo over de linkerschouder wist te werpen, dat hij noch voor- of achteraan sleepte. Van de Grieken kwam de chlamys tot de Romeinen, die het sagum en paludamentum noemden. Hierbij werd de fibula in de loop der jaren steeds groter en kostbaarder.
De soldaten, die alleen de sagum droegen, heetten daarom ook chlamydai. Ook op reizen bediende men zich van dit gewaad. De hoge officieren en de keizer droegen het in scharlaken- of purperrood. Sinds de 3e en 4e eeuw n.Chr., toen de toga steeds meer uit gebruik raakte, werd de chlamys ook de klederdracht in vredestijd tot ze door de tunica werd vervangen.

## Referentie
- (de)  art. Chlamys, in Meyers Konversationslexikon 4 (1885-1892), p. 44.